# Малієвецький НВК
Малієвецький НВК (Малієвецький НВК) — школа с. Маліївці, Дунаєвецького району, Хмельницької області, Україна. Мова навчання — українська. Малієвецький Навчально-Виховний-Комплекс (Загальноосвітня школа I—II ст, ДНЗ) — навчальний заклад який сьогодні налічує 40 учнів та 23 вихованці ДНЗ, яких навчають та виховують 13 педагогів. Директор НВК — Онищук Валентина Анатоліївна. Заступник директора — Пянтковська Ліля Володимирівна.

## Освіта Малієвець на межі XVIII—XXст.
Як свідчать історичні джерела, освітнє життя в Маліївцях розпочалося ще на початку XVIII ст. тоді, коли малієвецькі землі перейшли до рук подільського земського судді Вавраженця Пепловського, який вирішив відновити зруйнований у середині XVII ст. монастир. Монастир був готовий до 1708 року й офіційно почав діяти з 25 жовтня 1708 року як греко-католицький орден василіанів, а настоятелем, з дозволу кам'янецького єпископа, призначено Антонія Янишкевича. При малієвецькому василіанському монастирі була відкрита «латинская школа, где обучали немецкому языку» та «конвикт для обучения дворянских детей».
Малієвецька школа була покликана «навчати і виховувати у польському дусі». На утримання і покращення становища школи збиралися пожертви з дворян. Найбільшого піднесення духовне і освітнє життя зазнало на час перебування ігуменом монастиря з 1735 по 1746 роки Гавриїла Кунича. Греко-католицький чернечий орден був облаштований за зразком католицьких чернечих орденів і навіть вміщував в собі значне число католиків, кількість яких з часом збільшувалась.
З приєднанням Правобережної України до Росії вектор духовно-культурного та освітнього розвитку Поділля повернув в бік Російської імперії. У краї цілеспрямовано реалізовувалося два самостійні курси, які, незважаючи на неоднаковість кінцевої мети, нещадно руйнували все українське. Перший спрямовувався на русифікацію корінного населення, запровадження російської мови і російського духу в діяльності державних органів, офіційного діловодства, православної церкви, закладів освіти та різноманітних громадських інститутів. Другий курс був тісно пов'язаний з активізацією польського елементу; у напрямку полонізації українців шляхом посилення впливу римо-католицької церкви і створення та діяльності мережі польських навчальних закладів.
З 1795 року у Малієвецьких василіан була відібрана церква і передана до православ'я, а латинська школа стала приходською. Верховна влада над приходськими школами належала самому єпископу, який здійснював владу через деканів і приходське духовенство. Один раз на рік вони перевіряли стан шкіл. Приходський священик здійснював нагляд над школою. Він приймав учителя на роботу і видавав йому платню, спостерігав за його викладанням і моральним обличчям, а в разі, коли вчитель не справлявся зі своїми обов'язками, мав право його звільнити. Програма приходської школи обіймала такі предмети: катехізис, Закон Божий, читання і письмо польською та російською мовами, початки арифметики, правила моралі і громадської поведінки, короткий нарис історії Старого і Нового заповіту та латинську мову.
На виконання указу московського царя в 1810 році Малієвецька школа була закрита через те, що «старались униаты разными внушениями соблазнить православных в унию».

  
Подільський краєзнавець Левко Миколайович Куземський, досліджуючи історію Малієвець, писав, що у 1862 році зусиллями молодого священика Григорія Хрисанфовича Кондрацького було відновлено діяльність приходської школи, яка функціонувала при церкві. За словами Л. М. Куземського, Г. Х. Кондрацький був
…передовою, культурною і далекоглядною людиною, мав прогресивні погляди на життя. Він дбав про те, щоб сільські дітлахи навчалися грамоті і багато для цього зробив…
У школі навчалися діти із сіл Малієвець та Слобідки Малієвецької. Багато селян віддали своїх дітей до школи. Священик сам навчав дітей, старався забезпечувати учнів шкільним приладдям, складав програму та розклад занять.
      
У 1884 році після прийняття «Правил про церковно-парафіяльні школи» ЦПШ офіційно стали називатися церковно-парафіяльними, у яких 50 % змісту навчання складали дисципліни релігійного характеру. Відомо, що у 1888 році для виконання учительських обов'язків було призначено Пилипа Кульчицького, сина псаломщика, з окладом 50 рублів, який закінчив курс початкового народного училища. На той час в школі навчалось 40—50 дітей. Школа розміщувалася в одному невеликому будинку, поділеному на три частини: житло вчителя, склад для дров, та клас для навчання. Приміщення розташовувалося у центрі села на пагорбі поблизу Липового шляху, там, де сьогодні перетинаються вулиці Горького і Набережна. У класі стояли 4 довгих парти, за якими сиділи більш як по 10 дітей. Навчальними предметами, які велися в школі були: Закон Божий — вивчення молитов, катехізису, читання і письмо, та початки арифметики. Викладання велося російською мовою. Навчання починалося з молитви і закінчувався молитвою або співом. Усі записи велися у класному журналі. Вчитель зобов'язаний був вести записи пройденого з учнями матеріалу та відмічати акуратність відвідування дітьми школи. Програма була розрахована так, щоб учні, опанувавши її, успішно складали екзамени. На екзамені завжди були присутні отець благочинний та місцевий священик. Відомо, що в період до 1895 р. священнослужителем у Малієвецькому приході до середини 80-х рр. служив Григорій Кондрацький, а у наступному, після нього десятиліття — Андрій Чернявський, з 1895 по 1914 рік — Володимир Гандзінський, а з 1914 року до 1963 року Микола Куземський. Випускники отримували свідоцтво про закінчення повного курсу однокласної церковно-приходської школи. У шкільному краєзнавчому музеї експонуються свідоцтва Теслі Павла за 1888 рік та Герасимова М. П. ювілейне за 1913 рік з нагоди 300-річчя династії російських імператорів Романових. Довгий час зберігалася печатка цієї школи, яка була передана у Дунаєвецький історико-краєзнавчий музей. У ЦПШ розпочав свою вчительську діяльність Гуцал Іван Калинкович, який прибув у Маліївці на початку XX ст. і працював тут до кінця 30-х років.
Іван Калинкович був найкращим представником народного вчительства, який усіма силами старався покращити освітній і культурний рівень дітей сільських трударів. Іноді йому доводилося заміняти лікаря, адвоката, агронома, був змушений брати участь у попередженні та ліквідації епідемічних та епізодичних захворювань, проводити серед населення пропаганду санітарно-гігієнічних умов та сільськогосподарських знань, навіть вести боротьбу з пияцтвом.
З 1907 року на Поділлі земства отримали змогу відкривати школи. 1912 році у Маліївцях земством було збудовано нове кам'яне, з залізним дахом приміщення, з квартирою для вчителя та підсобною будівлею. Однокомплектну з трирічним терміном навчання школу маліївчани називали «земською» або «народною». Першого року навчалося 30 дітей. Спочатку навчала грамоти сільських дітлахів Зіна Петрівна Ковальська, потім Зелінський, а пізніше Гуцал Іван Калинович. З переходом Гуцала І. К. в земську школу Маліївцях стала діяти одна школа. У малієвецькому новозбудованому приміщенні земської школи, крім класних кімнат і кімнати для вчителя, була ще й кімната для зберігання книг та шкільного приладдя.

### Стан освіти в Маліївцях у 20—50-ті рр. XXст.
З 1918 року в Маліївцях діяла чотирикласна початкова школа, яка розміщувалась у приміщенні земської школи. Ймовірно, що однокласна земська школа з трирічним терміном навчання була реорганізована у двокласну з чотирирічним терміном навчання. Навчання у школі велося українською мовою. Саме в період української революції керівництво УНР, Української Держави, докладало багато зусиль для становлення української національної школи. У колишній конторі панського фільварку (тепер тут відділення зв'язку) була відкрита початкова школа з польською мовою навчання, тут викладала колишня гувернантка поміщиці з с. Проскурівка П. Фронскевич.

    
З 1921—1922 рр. початкова школа стала працювати як єдина трудова чотирикласна школа. До навчання запрошувалися як діти з 8 років, так і дорослі. У річному звіті Малієвецької сільської ради за 1924 рік говориться:
Працює школа при с. Маліївцях гарно; була забезпечена паливом на цілий рік. Будинки школи знаходяться в належному стані; Всього письменних 184 чоловіки і мало письменних 43 чол.
Значних успіхів у розвитку освіти було досягнуто у 1920-х — 1930-х рр. У 1923 році в Україні було утворено товариство «Геть неписьменність!». В Україні його, як надзвичайну комісію по ліквідації неписьменності, очолив голова ВУЦВК Г. Петровський. До цієї роботи широко залучались комсомольські осередки. З їх середовища визначалися активісти для організації шкіл лікнепу. Активну участь у цій справі брали сільські активісти. Однак розвиток цієї справи гальмували: бідність, голод. Для лікнепів постійно не вистачало кваліфікованих вчителів, їх готували з числа тих, хто мав достатню освіту, але не займався педагогічною роботою. Для них організовувалися методичні наради, практичні заняття, створювалися нетривалі курси.
В червні 1927 року на зборах комсомольського осередку було вирішено створити загін культармійців з ліквідації неписьменності населення села та шефства над школою. Керівником загону був призначений І. К. Гуцал. В організованих лікнепах навчалися дорослі чоловіки та жінки. На 1934 рік початковим навчанням було охоплено усіх дітей віком від 8 до 11 років, далі учні продовжували навчатись у Підлісно-Мукарівській семирічці.
Такі ж початкові школи діяли у Слобідці Малієвецькій і Сприсівці. Слобідо-Малієвецька школа була збудована, завдяки ентузіазму сільської молоді та допомоги досвідчених сільських будівників. На кінець 1933—1934 рр. у Малієвецькій школі налічувалось 98 учнів. 3 1938 року в Маліївцях почала діяти семирічна школа. Школа розмішувалася у 3-х приміщеннях.
В 1940 році тут працювало 11 вчителів, які навчали 182 учні. Серед них директор школи Степан Полікарпович Мокрицький, вчителі Петро Васильович Ільницький, Володимир Михайлович Заєць. У 30-і роки минулого століття Малієвецьку семирічку очолювали Л. І. Вишневський, М. Ф. Марутовський У Слобідсько-Малієвецькій початковій школі директорували Войнаровський, Лех, О. Федоров.
В часи окупації школа в Маліївцях практично не діяла. Та колишній директор школи Степан Полікарпович Мокрицький зумів організувати навчання. Маючи свої підручники, щось зібрав у населення так і навчав сільських дітлахів грамоти. Інші вчителі теж надавали дітям консультації. Після смерті Семена Полікарповича у 1942 році навчання в Маліївцях припинилося. Лише в 1944 році, після звільнення наших земель від німецько-фашистських окупантів Малієвецька семирічка знову запрацювала. Активно включилися у педагогічну діяльність вчителі Вишневський Л. І., Сингалевич А. Т., Подра Н. О. Ільницький П. В. Защинський Л. І., Н. А. Чайка, Бедраківський М. Й. Класи були переповнені, багато було «переростікв». До Малієвецької семирічки ходили діти із сусідніх Стріховець. По закінченню семирічки учні продовжували здобувати середню освіту у Підлісно-Мукарівській або Морозівській школі. На 1 вересня 1948 року в малієвецькій семирічці нараховувалося 153 учні, а через рік, у 1949 році — 180. Якщо у 1948 році у 1-4 класах навчалося 116 учнів, а в 5 — 78, то в 1949 — 102 і 78 відповідно. Наприкінці 1940-х років Малієвецьку семирічку очолював Болеслав Іванович Лічкевич, його заступником був А. І. Пец-Ольд. Фізику викладав П. І. Васинчук, російську мову Г. С. Пілюлько, хімію П. В. Пундик, німецьку мову А. М. Яковлєв. Більшість педагогів були приїжджими, а це, своєю чергою, впливало на плинність кадрів. Школа розмішувалась у трьох приміщеннях загальною площею 463 м2. У 1950-х роках 4 старші класи школи розміщувалися у двоповерховому будинку, який колись належав панському управляючому (збудований у 1898 році), 1—3 класи розміщувалися у приміщенні місці сучасної церкви(збудоване у 1860 році).
У післявоєнний період у Слобідо-Малієвецькій початковій школі працювали Аделя Корнілівна Кшемінська, Саніслава Йосипівна Садовська, Надія Андріївна Чайка, Петро Васильович Ільницький, Антон Петрович Защинський. У 1950 році директором Малієвецької школи було призначено Свинарчука І. К., який працював на цій посаді до 1985 року. Уродженець с. Сприсівка, учасник Другої Світової війни, він закінчив Чернівецький учительський інститут та Станіславський педінститут, раніше працював вчителем фізвиховання та географії в Сприсівській семирічці, директором Корначівської школи.
У 1954 році, коли ще Маліївці входили до Солобковецького району, у селі збудували будинок для престарілих, та у 1957 році внаслідок нових адміністративно-територіальних перетворень село було перепідпорядковане Дунаєвецькому району, будинок пристарілих перенесли у с. Солобківці, а у згаданому приміщенні розташувалася Малієвецька школа. Тут проводили своє шкільне життя юні маліївчани до 1974 року.

#### Малієвецька загальноосвітня школа у 1960—2011рр.
З 1960—1961 н.р. школа стала 8-річною. Тоді ж школа Малієвецького диттубсанаторію «Світанок» стала філією Малієвецької восьмирічки. За період 1941—1960 рр.було здійснено 16 випусків семирічної школи. Головним завданням, яке стояло перед дирекцією школи та педагогічним колективом, було здійснення 8-річного всеобучу і збереження учнівського контингенту. У 1961/1962 навчальному у с. Маліївцях нараховувалося 172 дітей, всі вони були охоплені навчанням. Крім цього у філії, диттубсанаторії навчалося 85 учнів. Всього по Малієвецькій 8-річній школі нараховувалося 257 учнів. Навчали і виховували малієвецьких дітей 14 педагогів.
Важливою і відповідальною справою було питання здійснення всеобучу. До його виконання були причетні не тільки педагоги, але й громадськість села, органів місцевого самоврядування, парторганізації. У 1961/1962 н. р. це питання двічі розглядалося сесії Малієвецької сільської Ради на засіданні виконкому сільської Ради, на засіданні правління місцевого колгоспу, двічі на батьківських зборах та на засіданнях батьківського комітету. Створені комісії по всеобучу надавали інформацію виконкому про стан залучення дітей до шкільної освіти. Через комісію пропаганди виконком здійснював контроль над роботою університету для батьків. Тут організовувалися для батьків лекції, бесіди на педагогічні, морально-етичні теми, пропагували правила санітарії та гігієни. Уся ця робота була спрямована на те, щоб найтісніше поєднати шкільне та позашкільне виховання дітей. Траплялися випадки, коли батьки без поважних на те причин не пускали дітей в школу. Тоді цих батьків викликали на засідання виконкому чи на сесію сільської ради, де їх зобов'язували виконувати закон про загальну восьмирічну освіту. Роз'яснювальну роботу серед батьків проводили педагоги, кожен з них мав закріплений за собою мікрорайон. Про проведену роботу вчителі звітували на педагогічних радах чи нарадах при директорі.
На засіданнях батьківського комітету розглядалося питання про допомогу учням, які не мають достатнього матеріального забезпечення. Так у 1961/1962 н. р. матеріальну допомогу одержали 3 учнів на суму 43 карбованці.
На початок 1960-х рр. матеріально-технічне забезпечення школи виглядало таким чином. У школі існувало два навчальних кабінети фізики на 30 учнівських місць та хімії на 10 учнівських місць, також одна комбінована майстерня на 23 робочих місця, географічний та спортивний майданчики. У шкільній бібліотеці налічувалося 1303 примірників книг на суму 643 крб. Окрім цього школа мала одного трактора, 8 верстатів для обробки дерев'яних матеріалів, токарний та циркулярний верстати, три швейні машини, електростанцію, а також дрібніший інвентар та приладдя. Школа була Радіофікована та електрифікована. Шкільна майстерня у 1962 році при допомозі місцевого колгоспу поповнилася інвентарем на суму 100 крб. Значно поповнили матеріальну базу кабінетів обладнання, виготовлені руками учнів.
У період 1960—1980-х рр. малієвецькі педагоги брали активну участь у роботі товариства «Знання», метою якого було поширення політичних, ідеологічних, наукових знань серед населення з питань культури, технічного прогресу, сільського господарства, науки, атеїзму, міжнародних відносин, освіти, охорони здоров'я. У 1947 році було створено Товариство для поширення політичних і наукових знань Української РСР, а з червня 1963 року перейменоване на Товариство «Знання» Української РСР, що стало складовою частиною Всесоюзного товариства «Знання». Було створено на підприємствах, будовах, у колгоспах, радгоспах, установах, і навчальних закладах створено широку мережу первинних організацій — груп членів товариства. Наприкінці 1970-х — поч. 1980-х рр. первинна організація Товариства «Знання» у Маліївцях нараховувала 31 особу. До організації входили всі педагогічні працівники Малієвецької школи, Малієвецького диттубсанаторію «Світанок», медичні працівники, спеціалісти сільського господарства, та ін. Керівним органом товариства було бюро до якого входило 7 осіб. Головою бюро, як правило, обирали директора школи, він же голова Товариства. Протягом 1950—1980-х рр. цю посаду обіймав Свинарчук І. К. Товариство було поділено на секції: суспільно-політичну, сільськогосподарську, педагогічну, медичну, комісію по пропаганді серед молоді. Головними проблемами Товариства була пропаганда радянського способу життя, комуністичної ідеології, атеїзму.
Товариство планувало свою роботу поквартальне. У плані передбачалося проведення зборів Товариства, засідань бюро, лекторів, семінарів лекторів, вечорів запитань і відповідей, та лекцій і бесід серед населення в установах, на виробництві-фермах, бригадах. Так, за перший квартал 1981 року Товариством заплановано прочитати 21 лекцію. Таким чином, через Товариство. «Знання» тодішня владна система використовувала вчительство для поширення комуністичної ідеології.

У 1960—1970-х рр. помітним виявом стала надмірна політизація навчально-виховного процесу. В основу навчально-виховної роботи школи було покладено принципи морального кодексу будівника комунізму. Для покращення роботи класних колективів шкільною піонерською організацією було організовано змагання на найкращий піонерський загін. Кожного тижня, в суботу на піонерській лінійці підводились підсумки змагання, де визначався переможець. Крім цього проводилися вечори, збори загонів. Активно діяли тимурівські команди. Питання суспільно-корисної праці розглядалося на засіданнях батьківського комітету. Батьківських зборах, педагогічних радах тощо. Так, педагогічна рада від 18 жовтня 1974 року ухвалила:
3обов'язати усіх вчителів, вихователів, старшу піонервожату докорінно поліпшити навчально-виховну роботу по вихованню в учнів комуністичного ставлення до праці й суспільної власності…
До свят, зокрема Жовтневої революції, 8 Березня, Дня Перемоги, Дня заснування піонерської організації, та ін. піонери і комсомольці школи готували концерти художньої самодіяльності для мешканців села.
        
У 1964 році розпочалося будівництво нової школи. Це велика простора двоповерхова будівля, розрахована на 320 учнів. Школа побудована на кошти місцевого колгоспу. Будували школу будівельники Дунаєвецького міжколгоспбуду який очолював В. А. Підгірський. Нова школа стала до ладу у 1974 році, з обладнаними на той час сучасними кабінетами, великим спортзалом площею 170 м2, їдальнею на 100 місць, буфетом, великою бібліотекою, двома майстернями по дереву і по металу, водяним опаленням, забезпечена водопостачанням, з достатньою матеріальною базою.
У 1987 році при школі відкрито дитячий садок. З 1998 року Малієвецька ЗОШ I—II ст. реорганізована у загальноосвітню школу I—III ст. На той час у школі навчалося 172 учні. У дитячому садочку виховувалося 46 дошкільнят. У 1996 році у школі відкрито музей історії села, який стимулював дослідницько-пошукову робота. Музей очолила рада музею, до якої входили учні педагоги, ветерани війни та праці. Учні неодноразово ставали призерами МАН районних, обласних та республіканських конкурсів. Історико-краєзнавчий напрям роботи школи передбачає подальше вивчення історії минулого наших сіл, пам'яток матеріальної і духовної культури, життєвий шлях патріотів — творців історії краю. Величезну роль в цьому відношенні відіграє музей, який діє у школі вже 15 років. При музеї створено історико-краєзнавчий гурток «Малієвецька спадщина». Свої дослідження учні узагальнюють у науково-дослідницьких роботах, статтях, історико-краєзнавчих розвідках, організації наукових конференцій та семінарів. У музеї проводяться екскурсії, зустрічі, виховні заходи. Розроблено екскурсійний маршрут «Історичними стежками Малієвець».
З 2006 року у школі започатковано профільне навчання учнів 10—11 класів.
Колектив школи працює над проблемою «Оптимізація навчально-виховного процесу на основі диференційованого підходу та індивідуальної роботи з учнями».
Питанню розвитку екологічного виховання в школі приділяється належна увага як на уроках, так і в позаурочний час. Члени гуртка «Юні лісівники» поглиблюють свої знання з біології, основ лісництва, проводять дослідницьку та природо захисну роботу. Гуртківці учасники обласних науково-практичних конференцій юних природодослідників, а робота Маліновського Івана «Вирощування високопродуктивних деревних порід у Малієвецькому лісництві» була представлена на Всеукраїнському з'їзді лісівників у м. Рівне.
Саме завдяки такій діяльності формується особистість, яка відчуває себе частинкою природи, невіддільної від довкілля.
У школі проводяться численні оздоровчо-профілактичні заходи, обстеження здоров'я учнів, пропагується здоровий спосіб життя, вивчаються правила дорожнього руху. Частими гостями школи є працівники Малієвецької лікарської амбулаторії. Щороку учні відпочивають у пришкільному оздоровчому таборі праці і відпочинку «Сонцеграй» У 2009 році на базі Малієвецької ЗОШ I—III ст. проведено районний семінар з питань оздоровлення учнів сякої молоді району.
Зміцненню здоров'я учнів сприяють і заняття спортом на уроках фізкультури та в спортклубі «Надія». За останні роки наші футболісти та волейболісти ставали призерами районних змагань, а учні Макогончук Вадим, Яковинчик Володимир, Сноз Оксана були членами збірних команд району, ставали призерами обласних змагань. Шкільний спортклуб «Надія» тісно співпрацюють з сільським спортивним клубом «Маліївці».
Активно дії у школі центр «Дозвілля». З задоволенням учні відвідують гуртки «Співучі голоси», «Грація», герої літературних творів оживають у виступах членів літературного гуртка «Фурор». Школа тісно співпрацює із сільським Будинком культури; учні школи — активні учасники сільських свят та розваг.
У 2006 році школу переведено на газове опалення, переобладнано зал пам'яті. У стінах школи навчалися історик Л. М. Куземський, вчені — хімік А. О. Федоров та економіст Ялиця Л., журналіст Б. Л. Долінський, керівники великих промислових підприємств В. А. Урбан, В. А. Бартошак.
З початком 2011—2012 н.р. навчальний заклад розпочав свою діяльність у новому статусі. Рішенням V сесії районної ради VI скликання від 21 липня 2011 року Малієвецька загальноосвітня школа I—III ст. реорганізована у навчально-виховне об'єднання «Загально-освітня школа І—ІІ ст. — дошкільний навчальний заклад — оздоровчий табір».